# Theodoric I

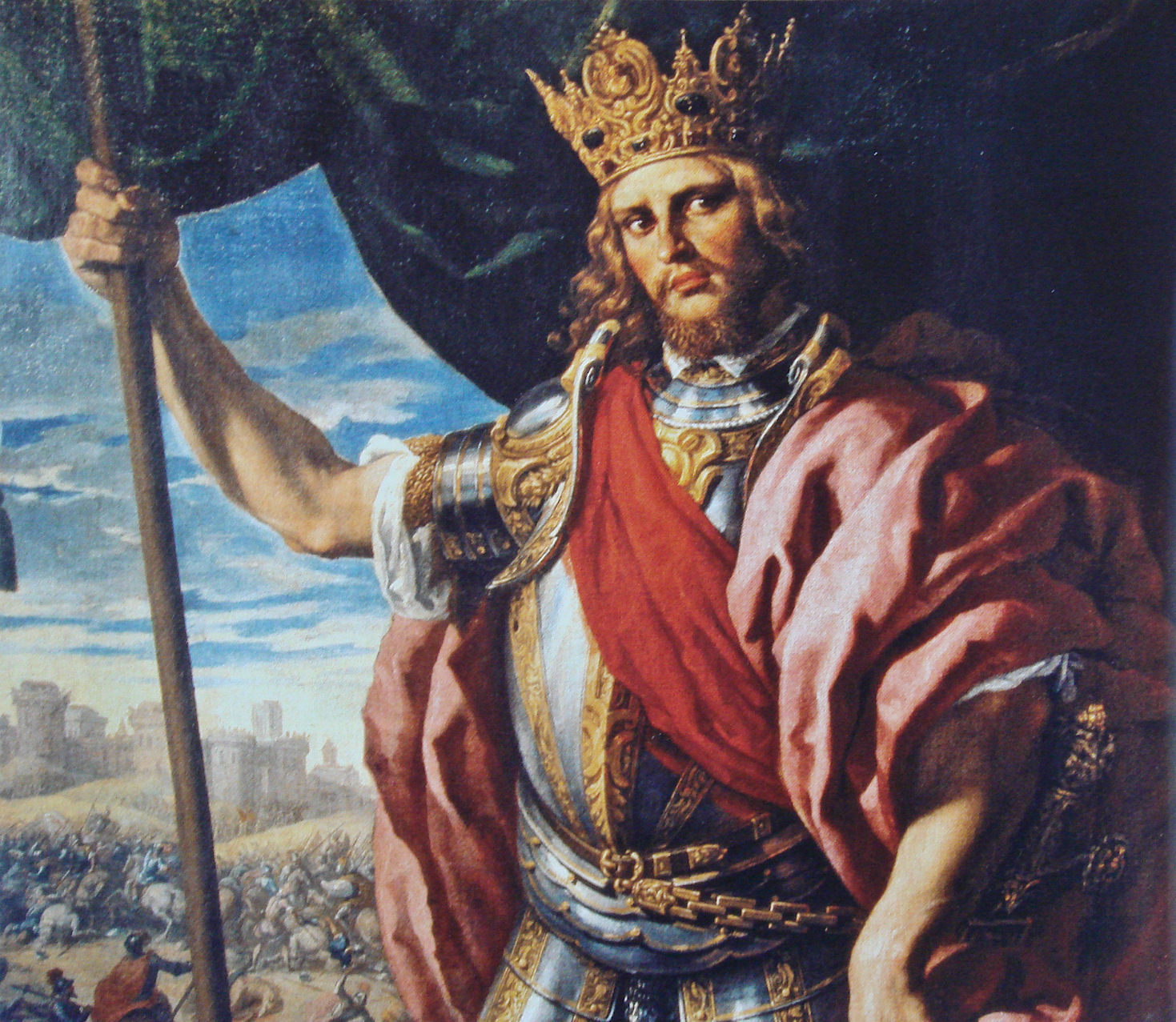
Theodoric I, de Fabrizio Castello (1560-1617).

Theodoric I, denumit în spaniolă, portugheză și italiană Teodorico, (n. 393 - d. 15 iulie 451) a fost rege al vizigoților între 418 și 451. El a fost fie fiul nelegitim, fie ginerele lui Alaric.

## Începutul domniei
În 418 i-a urmat la tron regelui Wallia. Romanii îi ceruseră regelui Wallia să-și mute populația din Iberia în Galia. Ca rege, Theodoric a încheiat procesul de așezare a vizigoților în Gallia Aquitania II, Novempopulana și în Gallia Narbonensis, după care s-a folosit de slăbirea puterii Imperiului Roman pentru a-și extinde teritoriul către sud. 
După moartea împăratului Honorius și după uzurparea lui Joannes în 423, au izbucnit lupte interne pentru puterne în Imperiul Roman. Theodoric a profitat de situație și a încercat să captureze importanta răscruce Arelate, dar magister militum Aëtius, asistat de huni, a reușit să salveze orașul.
Vizigoții au încheiat un tratat și au primit ca ostatici nobili din Galia. Următorul împărat, Avitus, l-a vizitat pe Theodoric, a locuit la curtea sa și s-a ocupat de educația copiilor acestuia.

## Expansiunea către Mediterana
Întrucât romanii trebuia să lupte cu francii, care jefuiseră Kölnul și Trierul în 435, și din cauza altor evenimente, Theodoric a găsit ocazia de a cuceri Narbo Martius (în 436) pentru a obține o ieșire la Marea Mediterană și la drumurile către Pirinei. Dar Litorius, cu ajutorul hunilor, a împiedicat cucerirea orașului și a i-a împins pe vizigoți către capitala lor, Tolosa. Oferta de pace a lui Theodoric a fost refuzată, dar regele a câștigat bătălia decisivă de la Tolosa, iar Litorius a murit la scurt timp din cauza rănilor suferite în luptă, prizonier la goți. Avitus s-a dus – conform ordinelor lui Aëtius – la Tolosa și a oferit un tratat de pace, acceptat de Theodoric. Probabil că romanii au recunoscut la acel moment suveranitatea statului vizigot.

## Rivalitatea cu vandalii
Una din fiicele lui Theodoric a fost căsătorită cu Huneric, fiu al căpeteniei vandale Geiseric (în 429?), dar Huneric a început să nutrească ambiții de căsătorie cu Eudocia, o fiică a împăratului Valentinian al III-lea. De aceea, el a acuzat-o pe fiica lui Theodoric că uneltește să-l ucidă, iar în 444 a mutilat-o - i-a tăiat nasul și urechile - și a trimis-o înapoi la tatăl ei. Aceste fapte au dus la dușmănie între vizigoți și vandali.
Un dușman al lui Aëtius, fostul magister militum Sebastianus, a sosit în 444 la Tolosa. Ar fi putut apărea tensiuni în relația cu Aëtius, dar Theodoric și-a trimis incomodul oaspete să captureze Barcelona și în cele din urmă (în 450) acesta a fost executat din ordinul lui Geiseric. 
Theodoric a fost dușman și cu regele sueb Rechila din Iberia, întrucât soldații vizigoți îl ajutaseră pe comandantul imperial Vitus în campania sa împotriba suebilor din 446. Capacitatea poporului său de a se apăra și de a ameliora relațiile dintre Geiseric și Imperiul Roman l-a condus însă pe Theodoric să-și modifice politica externă. De aceea, în februarie 449 și-a căsătorit una din fiice cu noul rege sueb Rechiar, care și-a vizitat noul socru la Tolosa în iulie 449. La întoarcere, Rechiar a devastat – cu ajutorul soldaților vizigoți, după cum spune autorul Isidor din Sevilla – zona din jurul orașului Caesaraugusta și a cucerit prin șiretlic Ilerda.

## Alianța împotriva hunilor
Când Attila a înaintat cu uriașa sa armată în Europa de Vest, invadând în cele din urmă Galia, Avitus a intermediat o alianță între Theodoric și vechiul său inamic Aëtius împotriva hunilor. Theodoric a acceptat această coaliție probabil pentru că recunoștea pericolul pe care îl reprezentau hunii pentru teritoriul său. El i s-a alăturat lui Aëtius cu întreaga sa armată, și cu fiii lui, Thorismund și Theodoric.
Armata vizigoților și romanilor au salvat apoi civitas Aurelianorum și l-au obligat pe Attila să se retragă (în iunie 451).

## Bătălia de la Châlons
Apoi, Aëtius și Theodoric i-au urmărit pe huni și au luptat contra lor în bătălia de pe Câmpiile Catalaunice (lângă Châlons și Troyes, în preajma lui septembrie 451). Visigoții au fost prezenți sub comanda lui Theodoric în flancul drept, dar o forță mai mică a fost prezentă și pe flancul stâng, sub comanda lui Thorismund.
Forțele lui Theodoric au contribuit decisiv la victoria romanilor, dar el a murit în luptă. Iordanes consemnează două variante diferite ale morții lui: conform uneia, Theodoric a fost aruncat de pe cal și călcat de acesta cu copitele; conform celeilalte, Theodoric a fost ucis de sulița ostrogotului Andag, tatăl lui Gunthigis, patronul lui Iordanes.
Trupul lui Theodoric a fost găsit abia a doua zi. Conform tradiției gotice, el a fost jelit și înmormântat de războinicii săi chiar pe câmpul de bătălie. Imediat, Thorismund a fost ales succesor al tatălui său. Alți fii ai lui Theodoric au fost Theodoric al II-lea, Frederic, Euric, Retimer și Himnerith.